# Хари Стойка
Харалд Вакар „Хари“ Стойка (на немски: Harri Stojka) е австрийски джазов китарист, композитор, аранжьор, певец и автор на песни от цигански произход.
Роден е във Виена на 22 юли 1957 година. Произхожда от ромската династия Ловара от племето Багарецки. Той е сред най-известните роми в Австрия. Неговият световен музикален стил се нарича още „Gipsysoul“.

## Живот
Джаз китаристът започва професионалната си кариера на сцена през 1970 година с групата „Яно + Хари Стойка“. Скоро след това младият творец се присъединява към групата „Gipsy-Love“ на Карл Ратцер като басист и прави име като китарист с „Lens Truth Orchestra“ на Питър Волф. През 1973 г. основава „Harri Stojka Express“, която е единствената австрийска група, която е свирила на живо със звезди като Джими Клиф, Ерик Бърдън, Ван Морисън и Карлос Сантана на фестивал в Пратера на Виена.
Следва покана за легендарния джаз фестивал в Монтрьо, където Хари Стойка свири заедно с Лари Корийл като част от „Guitar Summit“. Изпълнението и до днес се счита за едно от най-добрите извяи пред публика на музиканта, което го нарежда сред звездите от световна клас.
След този фестивал Стойка се превръща в един от най-значимите австрийски джаз музиканти. Изпълнението му е последвано от покани за джаз фестивали като хедлайнери: Париж, Ангер, Прага, Лондон, Барселона, Ню Делхи, Ню Йорк, Сиракуза, Монтрьо, Детройт, Kahmoro Festival, Sziget Festival Budapest, Мемориалният фестивал на Джанго Райнхард в Аугсбург, Джаз фестивал в Грац, джаз фестивалът в Джакарта и Йогджакарта. Групата на Стойка пък прави легендарен пробив в Китай и Индия.

## Произход
Стойка произлиза от династия Ловара-рома, която идва от Влашко преди 150 години и се установява във Виена, за да живее и работи. След анексирането на Австрия през 1938 г. семейството претърпява много жертви – от 200 роднини, само няколко членове на семейството оцеляват в концентрационните лагери и прословутия Марш на смъртта.
Заради това Хари Стойка участва в проекти, които са посветени на отбелязването на тези жестоки времена с цел да не бъдат забравени. Дискът от 2005 г. „Garude Apsa“ / „Hidden Tears“ има за цел да напомни музикалните корени на ромите, за да даде на днешното поколение гордост и смелост за бъдещето. В Европа, която е все по-политически ангажирана с ромската култура, Хари Стойка стартира кампанията „Аз съм „против“ думата цигани и „за“ думата роми“, която предизвиква обществен и международен интерес.